# Batalha de Mentana
A Batalha de Mentana foi travada em 3 de novembro de 1867 entre as tropas da França aliadas ao Papado e os voluntários italianos liderados por Giuseppe Garibaldi, que estavam tentando capturar Roma.
Garibaldi liderava 8,1 mil homens, entraram no Lácio em outubro de 1867, e um pequeno grupo de vanguarda fez uma tentativa temerária de penetrar na cidade e sublevar a seu favor o povo, que então estava agitado. Conseguiram capturar o Capitólio e a Piazza Colonna, mas foram logo massacrados. Enquanto isso Garibaldi dominava Tivoli, Acquapendente e Monterotondo nos arredores da cidade, e fizeram uma parada esperando que Roma se unisse a eles, o que não aconteceu. Três dias depois conseguiram entrar pela Via Nomentana para incentivar uma rebelião geral, mas recuaram no dia seguinte, com a chegada de franceses e soldados do papa.
Nas primeiras horas de 3 de novembro as tropas papais, sob o comando de Hermann Kanzler, e os batalhões franceses, comandados por Balthazar de Polhès, saíram de Roma pela Via Nomentana para atacar Garibaldi, cujas tropas eram em maior número mas estavam desorganizadas, sem artilharia nem cavalaria salvo um pequeno esquadrão. O confronto aconteceu na vila de Mentana, entre Roma e Monterotondo. Três batalhões de Garibaldi defendendo a posição foram desbaratados rapidamente pela vanguarda francesa, mas Garibaldi conseguiu repelir os invasores. O recuo foi efêmero, e logo os soldados do papa chegaram, Garibaldi lutou pessoalmente mas não pôde conter o avanço inimigo. Alguns sobreviventes se entrincheiraram no castelo de Mentana mas se renderam no dia seguinte. Outros conseguiram fugir para Monterotondo. Garibaldi se retirou em 4 de novembro, levando 5,1 mil soldados.